# Baumberge-Verein

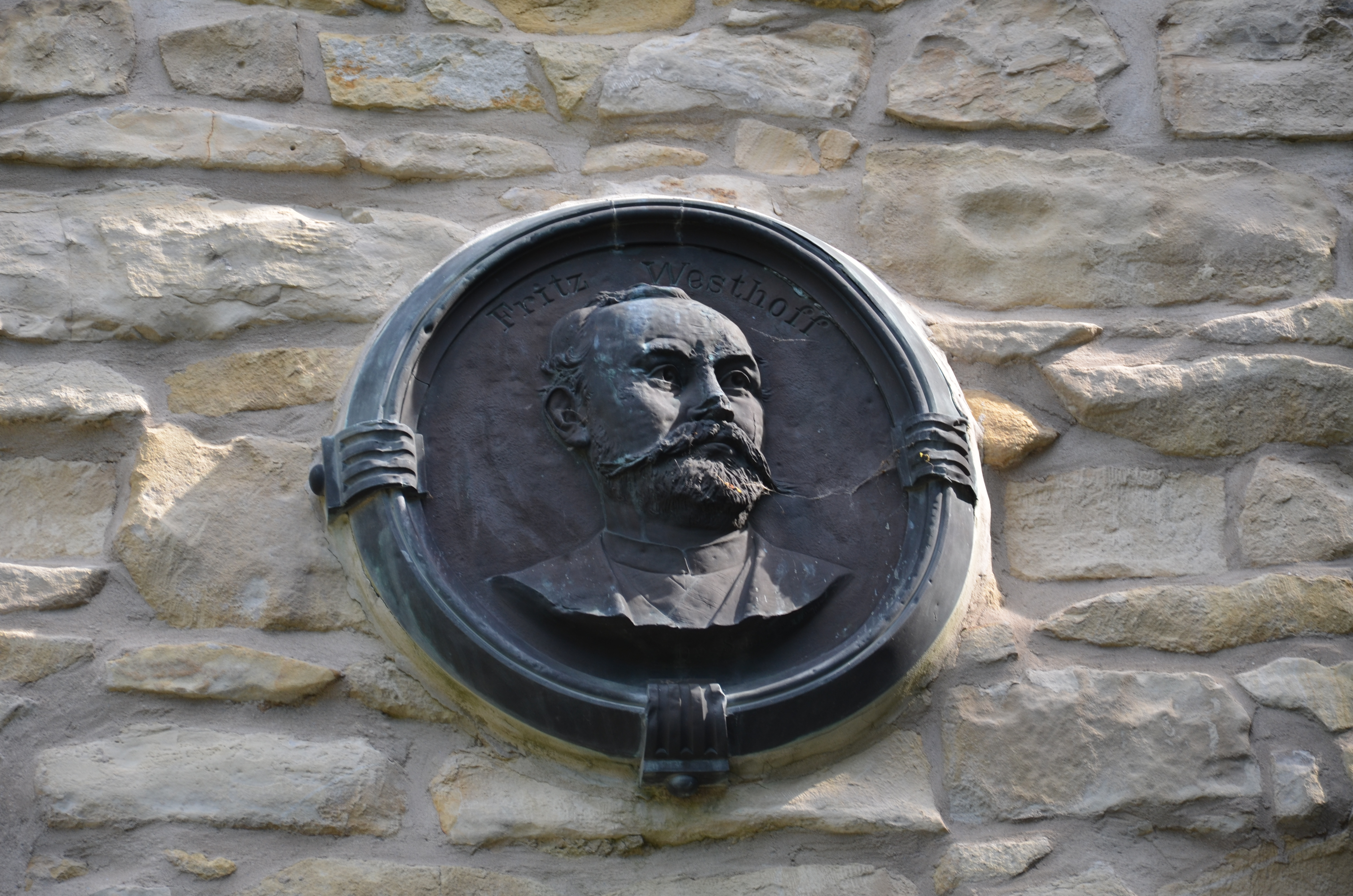
Plakette am Longinusturm mit dem Bildnis von Friedrich Westhoff (Dieses Bildnis befindet sich jetzt im Eingangsbereich des Longinusturms.)

Der Baumberge-Verein e. V. (BBV) wurde 1896 gegründet und hat seinen Sitz am vereinseigenen Longinusturm in Nottuln. Er ist eingetragen in das Vereinsregister des Amtsgerichts Coesfeld (VR 7558). Erster Vorsitzender war Friedrich Westhoff.
Das Vereinsgebiet des Wandervereins umfasst die Baumberge und die umliegenden Orte. Zu den Aufgaben des Vereins zählen Wanderaktivitäten sowie die Erhaltung des Longinusturms. Gemäß seiner Satzung ist er im Denkmal-, Umwelt-, Landschafts- und Naturschutz tätig. Des Weiteren unterstützt und fördert er die Pflege des Brauchtums und des Heimatgedankens. Der Verein ist auch als Herausgeber von Wanderkarten und Literatur über die Baumberge tätig.
Vom Baumberge-Verein werden der Baumberger Ludgerusweg, der Hollandgängerweg beschildert. Daneben unterhält der Verein sieben am Longinusturm beginnende Rundwanderwege mit einer Gesamtlänge von 53 Kilometer sowie 58 örtliche Rundwanderwege mit einer Gesamtlänge von 605 Kilometern.
Der Verein ist Mitglied des Deutschen Wanderverbands sowie des Stadtheimatbunds Münster. Die Nordrhein-Westfalen-Stiftung Naturschutz, Heimat- und Kulturpflege unterstützt der Baumberge-Verein als Mitglied im Förderverein. Als Naturschutzverein engagiert sich der Baumberge-Verein im Deutschen Naturschutzring, dem er über den Deutschen Wanderverband angehört.

## Auszeichnungen
Der Baumberge-Verein erhielt 1996 die Eichendorff-Plakette.